# Autoridad Regulatoria Nuclear
La Autoridad Regulatoria Nuclear es un ente descentralizado del estado argentino que se encarga de regular la actividad nuclear. Esto abarca la seguridad, salvaguardias y políticas de no proliferación.
Fue creada en 1997 mediante la ley 24.804 como sucesora del Ente Nacional Regulador Nuclear. Este último ente, a su vez, había surgido al separarse el área regulatoria de la Comisión Nacional de Energía Atómica en 1994.

## Autoridades
Autoridades a cargo desde el 1 de marzo de 2024:
- Presidente: Dr. Leonardo Sobehart
- Vicepresidente 1.º: Ing. Carlos Terrado
- Vicepresidente 2.º: Mg. Adriana Politi

## Tratados internacionales
La ARN controla el cumplimiento de los siguientes acuerdos y tratados:
- Acuerdo entre la República Argentina y la República Federativa del Brasil para el Uso Exclusivamente Pacífico de la Energía Nuclear (1991)
- Tratado para la Proscripción de las Armas Nucleares en la América Latina y el Caribe (Tratado de Tlatelolco) (1994)
- Acuerdo entre la República Argentina, la República Federativa del Brasil, la Agencia Brasileño-Argentina de Contabilidad y Control de Materiales Nucleares y el Organismo Internacional de Energía Atómica para la Aplicación de Salvaguardias (Acuerdo Cuatripartito) (1994)
- Tratado sobre la No Proliferación de las Armas Nucleares (TNP) (1995)
- Convención sobre Seguridad Nuclear (CSN) (1997).
- Convención Conjunta sobre Seguridad en la Gestión del Combustible Gastado y sobre Seguridad en la Gestión de los Desechos Radiactivos (2001)
- Convención sobre la Protección Física de los Materiales Nucleares (1989, enmendado en 2016)
- Convención sobre la Pronta Notificación de Accidentes Nucleares (1990)
- Convención sobre Asistencia en Caso de Accidente Nuclear o Emergencia Radiológica (1990)
- Convención de Viena sobre Responsabilidad Civil por Daños Nucleares (1977)
- Tratado de Prohibición Completa de los Ensayos Nucleares (CTBT) (aún no ha entrado en vigor)

## Nómina de Presidentes
| N.º | Presidente                | Partido | Partido       | Periodo                                         | Presidente                                           |
| --- | ------------------------- | ------- | ------------- | ----------------------------------------------- | ---------------------------------------------------- |
| 1   | Dan Jacobo Beninson       |         | Independiente | 13 de octubre de 1994 - 13 de octubre de 1998   | Carlos Menem                                         |
| 2   | Nazario Eduardo D’amato   |         | Independiente | 13 de octubre de 1998 - 7 de marzo de 2002      | Carlos Menem Fernando de la Rúa Adolfo Rodríguez Saá |
| 3   | Diana Alicia Clein        |         | Independiente | 7 de marzo de 2002 - 29 de julio de 2004        | Eduardo Duhalde Néstor Kirchner                      |
| 4   | Raúl Oscar Racana         |         | Independiente | 6 de septiembre de 2004 - 31 de octubre de 2009 | Néstor Kirchner Cristina Fernández de Kirchner       |
| 5   | Francisco Spano           |         | Independiente | 1 de noviembre de 2009 - 8 de marzo de 2015     | Cristina Fernández de Kirchner                       |
| 6   | Diego Hurtado             |         | Independiente | 9 de marzo de 2015 - 4 de enero de 2016         | Cristina Fernández de Kirchner                       |
| 7   | Néstor Alejandro Masriera |         | Independiente | 5 de enero de 2016 - 29 de febrero de 2020      | Mauricio Macri                                       |
| 8   | Agustín Arbor González    |         | Independiente | 2 de marzo de 2020 - 20 de octubre de 2023      | Alberto Fernández                                    |
| 8   | Leonardo Sobehart         |         | Independiente | 1 de marzo de 2024 - en el cargo                | Javier Milei                                         |

## Logos

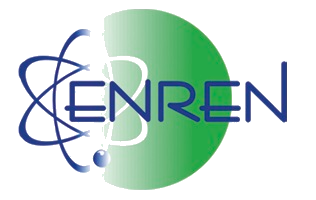
1994-1997
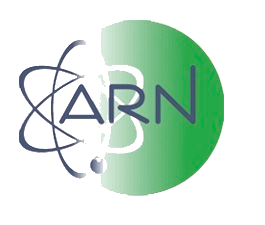
1997-2010
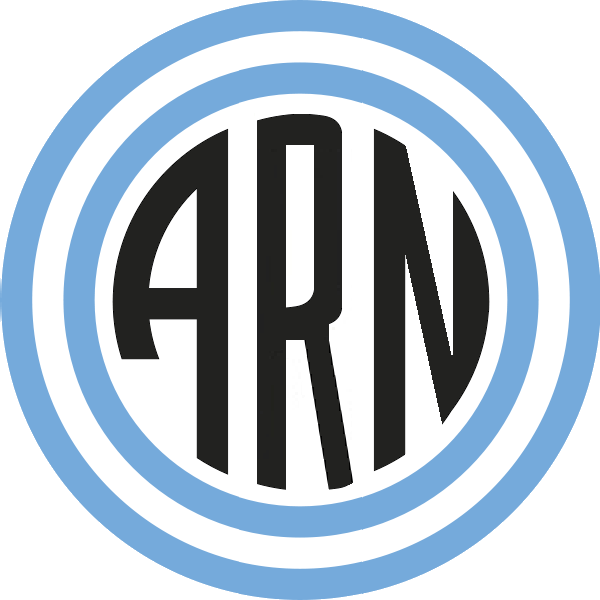
2010-2014
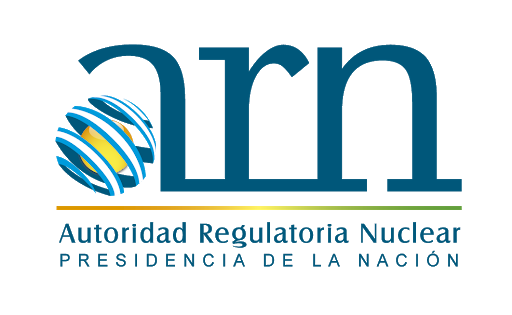
desde 2014
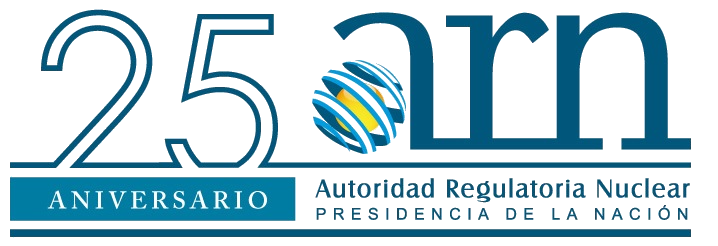
2019: 25 aniversario